# Международная детская премия мира
Международная детская премия мира — это так называемая «Нобелевская премия для детей» которая присуждается ребенку, внесшему значительный вклад в защиту прав детей и улучшение положения сирот, работающих детей и детей инфицированные ВИЧ/СПИДом.
Премия присуждается по инициативе Марка Даллерта, основателя Фонда KidsRights Foundation, международной организации по оказанию помощи и защите прав детей, базирующейся в Амстердаме. KidsRights не следует путать с группой, которая присуждает Нобелевскую премию мира.

## История
Первая детская премия мира была учреждена в ноябре 2005 года во время Всемирного саммита лауреатов Нобелевской премии мира в Риме.
Михаил Горбачев вручил премию 2005 года, которая была посмертно присуждена Нкоси Джонсону, южноафриканскому мальчику, который привлек международное внимание к детям с ВИЧ/СПИДом и основал приют Нкоси для ВИЧ-позитивных матерей и их детей.
Победитель премии получает пожертвование в размере 100 000 евро на благотворительный проект для детей, а также статуэтку, которая была названа «Nkosi» в честь Нкоси Джонсона. Статуэтка изображает ребенка, толкающего мяч и по мнению организаторов говорит: «Покажите, как ребенок приводит мир в движение.»

## Получатели
| Год  | Победитель          | Страна                   |
| ---- | ------------------- | ------------------------ |
| 2005 | Нкоси Джонсон       | ЮАР                      |
| 2006 | Ом Прокаш Гурджар   | Индия                    |
| 2007 | Тандиве Чама        | Замбия                   |
| 2008 | Майра Авеллар Невес | Бразилия                 |
| 2009 | Баруани Ндуме       | Танзания                 |
| 2010 | Франсия Саймон      | Доминиканская Республика |
| 2011 | Микаэла Майкрофт    | ЮАР                      |
| 2012 | Кес Вальдес         | Филиппины                |
| 2013 | Малала Юсуфзай      | Пакистан                 |
| 2014 | Неха Гупта          | США                      |
| 2015 | Абрахам Кеита       | Либерия                  |
| 2016 | Кехкашан Басу       | ОАЭ                      |
| 2017 | Мохаммад Аль Джунде | Сирия                    |
| 2018 | March for Our Lives | США                      |
| 2019 | Грета Тунберг       | Швеция                   |
| 2019 | Дивина Малум        | Камерун                  |